# Lituanie aux Jeux olympiques d'hiver de 2002
Cet article contient des informations sur la participation et les résultats de la Lituanie aux Jeux olympiques d'hiver de 2002 à Salt Lake City aux États-Unis. 